# Per Wahlöö
Per Wahlöö (teljes nevén Per Fredrik Wahlöö, angol nyelvterületen néha: Peter Wahlöö) (Tölö, Halland tartomány, Svédország, 1926. augusztus 5. – Malmö, 1975. június 22.) svéd író, újságíró, fordító.
Nyilván politikai nézetei miatt is rokonszenvvel tekintett a kelet-európai országokra. A svéd, akinek nyoma veszett (Mannen som gick upp i rök, 1966) című krimijének, amelyet élettársával, Maj Sjöwall-lal írtak, nagy része Magyarországon játszódik és érdekes leírását adja a korabeli Budapestnek.
Sokan a skandináv krimik iránti érdeklődési hullám illetve a szociokrimi elindítóját látják bennük.
Műveit számos nyugati és kelet-európai nyelvre is lefordították.

## Élete
Miután elvégezte a Lundi Egyetemet, 1946-tól különböző svéd napilapok és magazinok számára írt sport riportokat és bűnügyi tudósításokat.
1947-től a malmői Sydsvenskan (’Dél-Svédország’) című újságnál, majd 1949-től az újonnan létrehozott Kvällsposten (’Esti Újság’) nevű lapnál dolgozott, ahol állandó munkatárs volt 1953-ig, majd az 1950-es évek végéig szabadúszó lett. Az 1950-es években különböző radikális baloldali társadalmi mozgalmakban vett részt, külföldön is. Emiatt 1957-ben Spanyolországból mint nemkívánatos személyt kiutasították.
Írt színházi és filmkritikákat, cikkeket, többek között a Norrköpings Tidningar (’Norrköpingi Újság’) számára is. Miután Stockholmba költözött, írásai megjelentek a VeckoRevyn (’Heti Revű’), valamint a Folket i Bild (’Emberek és Képek’) és a FIB aktuellt-ben is. Eközben különféle rádiós és televíziós felkéréseket is vállalt. Per Wahlöö újságírói pályafutása 1964 májusára teljesedett ki. Ezt követően ő is részt vett az újbaloldali folyóirat, a Tidsignal (’Időjel’, 1965-1970) szerkesztőbizottságában, többek között Kurt Salomonson író mellett.
Az 1960-as években élettársával, Maj Sjöwall írónővel krimik sorát írták regényhősük, Martin Beck felügyelő nyomozásairól.
Számos regényüket filmesítették meg Svédországban és külföldön is.

## Családja, magánélete
Szülei Waldemar Wahlöö, író, újságíró és Karin Svensson, testvére Claes Wahlöö voltak.
Első felesége (1954–1957) Inger Andersson (író, újságíró, 1930–2005), az üzletember Axel Andersson és Clara Holm lánya. Válásuk után 1957-ben vette feleségül Sylvia Nilssont (született 1929-ben), aki Knut Nilsson gazdálkodó és Edit Ekman lánya volt. Két lányuk született, Annikki Wahlöö (született 1962-ben), aki kisebb filmszerepet is játszott.
Válásukat csak 1968-ban mondták ki.
1963-tól volt élettársa Maj Sjöwall írónő (1935–2020), Will Sjöwall menedzser lánya. Fiaik Tetz Sjöwall Wahlöö (1963) és Jens Sjöwall Wahlöö (1966). Mindketten a filmiparban dolgoznak.
Per Wahlöö műtéti beavatkozást követően hunyt el hasnyálmirigy-gyulladásban. Sírja a malmői Sankt Pauli központi temetőben található.

## Regényei
- Himmelsgeten (’Kecskeisten’, 1959) (1967-ben Hövdingen azaz ’A főnök’ címmel adták ki újra, s ezzel a címmel készült tévéjáték belőle 1986-ban)
- Vinden och regnet (’Szél és eső’, 1961)
- Lastbilen (’A teherautó’, 1962)
- Uppdraget (’A küldetés’, 1963)
- Det växer inga rosor på Odenplan (Az Odenplanon[3] nem nőnek rózsák, 1964)
- Gyilkosság a 31. emeleten (Mord på 31: a våningen, 1964), Európa Könyvkiadó, Budapest, 1968, fordította: Kádár Péter

- - (részlet a regényből): Bernáth István: Észak-európai népek irodalma – Válogatás az izlandi, faeröeri, norvég, svéd és dán irodalomból, Tankönyvkiadó, Budapest, 1970
- Maj Sjöwall-lal: Roseanna (Roseanna, 1965), Rakéta Regényújság IV. évfolyam 1-6. szám, Budapest, 1977, fordította: Révbíró Tamás
- Generalerna (’Tábornokok’, 1965)
- Maj Sjöwall-lal: A svéd, akinek nyoma veszett (Mannen som gick upp i rök, 1966), Rakéta Regényújság II. évfolyam 39-42. szám, Budapest, 1975, fordította: Hegedűs B. András
- Maj Sjöwall-lal: Mannen på balkongen (’Férfi az erkélyen’, 1967)
- Maj Sjöwall-lal: A nevető rendőr (Den skrattande polisen, 1968), Rakéta Regényújság, Magvető Könyvkiadó, Budapest, 1977, fordította: Hegedűs András
- Az acélugrás (Stålsprånget, 1968), Európa Könyvkiadó, Budapest, 1973, fordította: Lontay László (5 világrész könyvei)
- Maj Sjöwall-lal: Az elveszett tűzoltóautó (Brandbilen som försvann, 1969), Európa Könyvkiadó, Budapest, 1981, fordította: Magyar Csaba
- Maj Sjöwall-lal: Polis, polis, potatismos![4] (’Rendőr, rendőr, krumplipüré!’, 1970)
- Maj Sjöwall-lal: Gyilkos a háztetőn (Den vedervärdige mannen från Säffle, 1971), Magvető Könyvkiadó, Budapest, 1974, fordította: Lontay László (Albatrosz könyvek)
- Maj Sjöwall-lal: Det slutna rummet (’A lezárt kamra’, 1972)
- Maj Sjöwall-lal: Polismördaren (’A rendőrgyilkos’, 1974)
- Maj Sjöwall-lal: Terroristerna (’Terroristák’, 1975)
- Maj Sjöwall-lal: Sista resan och andra berättelser (’Az utolsó út és más történetek’, 2007)

## Novellák
- A multimilliomos című novellájuk a Valami a tekintetében című kötetben, Animus Kiadó, Budapest, 2014, Skandináv krimik sorozat

## Filmek
- 1965 – Flygplan saknas (forgatókönyv Arvid Rundberg-gel, r.: Per Gunvall)
- 1965 – Idolen (tévéfilm forgatókönyv Arvid Rundberg-gel, r.: Håkan Ersgård)
- 1965 – Morianerna (forgatókönyv Jan Ekström regényéből, r.: Arne Mattsson)
- 1965 – Nattmara (forgatókönyv Arne Mattsson-nal, r.: Arne Mattsson)
- 1967 – Mördaren – en helt vanlig person (forgatókönyv)
- 1967 – Roseanna (azonos című regényükből)
- 1972 – 31 otdel (tévéfilm) (Gyilkosság a 31. emeleten című regényéből Mord på 31: a våningen)
- 1973 – A nevető rendőr (azonos című (Den skrattande polisen) regényükből)
- 1976 – Gyilkos a tetőn (Mannen pa taket, rendezte: Bo Widerberg, svéd film Den vedervärdige mannen från Säffle című regényükből)
- 1977 – Uppdraget (regényéből)
- 1978 – Mannen i skuggan (Lastbilen című regényéből) (forgatókönyv)
- 1980 – A svéd, akinek nyoma veszett (rendezte: Bacsó Péter magyarul azonos, eredetileg Mannen som gick upp i rök címmel megjelent regényükből)
- 1980 – 31. osakonna hukk (tévéfilm) (azonos című, Gyilkosság a 31. emeleten regényéből (Mord på 31: a våningen))
- 1981 – Nezakonchennyy uzhin (Polis, polis, potatismos! című regényükből)
- 1981 – Gyilkosság a 31. emeleten (magyar tévéfilm) (azonos című regényéből Mord på 31: a våningen)
- 1982 – Kamikaze 1989 (Gyilkosság a 31. emeleten (Mord på 31: a våningen) című regényéből )
- 1986 – Hövdingen (tévéfilm sorozat) (azonos című regényéből)
- 1992 – Beck – De gesloten kamer (Det slutna rummet azaz ’A lezárt kamra’ című regényükből )
- 1993 – Brandbilen som försvann (regényükből)
- 1993 – Roseanna (Video) (azonos című regényükből)
- 1993 – Polis polis potatismos (Video) (azonos című regényükből)
- 1993 – Mannen på balkongen (’Férfi az erkélyen’, svédül azonos című regényükből)
- 1994 – Polismördaren (Video) (azonos, ’A rendőrgyilkos’ című regényükből)
- 1994 – Stockholm Marathon (’Stockholm Maraton’, A ’Terroristák’ (Terroristerna) című regényükből)
- 1997–2016 – Beck (svéd tévéfilmsorozat, r.: Harald Hamrell, Kjell Sundvall, Mårten Klingberg és mások)

## Díj
- 1971 – Edgar Díj – Maj Sjöwall-lal a legjobb regény díja A nevető rendőr című regényükért